# Friedrich Rainer
Friedrich Rainer, né le 28 juillet 1903 à Sankt Veit an der Glan et mort le 18 août 1947 à Ljubljana, est gauleiter et Reichsstatthalter de Salzbourg et de la Carinthie de 1940 jusqu'à la fin de la Seconde Guerre mondiale.

## Biographie
Le père de Friedrich Rainer, Norbert Rainer, est enseignant dans une école publique à Sankt Veit, un historien local et auteur d'articles de journaux nationalistes allemands ; il a trois frères et sœurs. Il va dans une école primaire de sa ville natale et dans le Realgymnasium de Klagenfurt, où il obtient le matura en 1922. Il étudie le droit à l'université de Graz et gagne son argent entre les semestres en tant qu'employé de banque notamment. Après avoir réussi ses examens, il travaille dans un cabinet de notaire avant d'obtenir son doctorat fin 1926. Il accomplit ensuite le service préparatoire pour être notaire, passe l'examen et en 1931 est notaire à Klagenfurt.
Pendant ses études, Rainer rejoint la SA en 1923. Il était déjà membre de plusieurs organisations basées à Sankt Veit, notamment la Bürgerwehr et le Turnerbund. Il prend part au conflit austro-slovène en Carinthie. En octobre 1930, Rainer rejoint le NSDAP et cofonde la section de Sankt Veit an der Glan. En janvier 1934, il rejoint la SS et est également membre du SD ; il est proche d'Odilo Globocnik. Rainer est embauché la même année par le Gauleiter Hubert Klausner dans son bureau.
Rainer est arrêté en août 1935 pour haute trahison (les circonstances exactes ne sont pas connues) ; grâce à ses relations, il est libéré en mars 1936. En mai 1936, Rainer est nommé au bureau de Carinthie du NSDAP. Au moment de l'Anschluss, le 13 mars 1938, il est nommé par le gauleiter Josef Bürckel, commissaire du Reich pour la liaison de l'Autriche avec le Reich allemand, à la tête de son cabinet.
En mai 1938, Rainer est nommé personnellement gauleiter de Salzbourg par Adolf Hitler et, après les élections législatives allemandes de 1938, membre du Reichstag. Rainer est nommé le 1er septembre 1939 commissaire de la défense du Reich de la région militaire XVIII et le 15 mars 1940, Reichsstatthalter de Salzbourg. Le 18 novembre 1941, Rainer reçoit la gauleitung de Carinthie et assume également la fonction de gouverneur. Le 11 novembre 1941, Hitler nomme Rainer Reichsstatthalter et CdZ-Gebiet des territoires occupés de la Carinthie et de la Carniole. Après l'armistice de l'Italie, le 8 septembre 1943, Rainer reprend la zone d'opération du littoral adriatique en tant que commissaire suprême et devient ainsi chef de l'administration civile dans les provinces italiennes du Frioul et de l'Istrie. En juin 1943, il est nommé SS-Obergruppenführer.
Le 7 mai 1945, Rainer cède ses fonctions à un gouvernement régional provisoire et s'enfuit dans la région autour du Weissensee. Dénoncé par la population, il est arrêté par l'armée britannique. Rainer témoigne lors du procès de Nuremberg en tant que témoin du procès d'Arthur Seyss-Inquart. En février 1947, Rainer est extradé en Yougoslavie et condamné à mort à Ljubljana par un tribunal militaire le 19 juillet 1947. Le verdict est confirmé en août 1947 et exécuté le 18 août 1947 selon les documents officiels. Des rumeurs disent (comme dans des cas similaires) jusque dans les années 1950 que Rainer est encore en vie. Des documents conservés dans les archives nationales slovènes suggèrent que l'exécution a lieu en novembre 1950.